# Type O Negative
Type O Negative foi uma banda americana de metal gótico formada no Brooklyn, Nova York em 1989 por Peter Steele (vocais, baixo), Kenny Hickey (guitarra, co-vocal), Josh Silver (teclados, backing vocals) e Sal Abruscato (bateria, percussão), que mais tarde foi substituído por Johnny Kelly.
Sua ênfase lírica em temas de romance, tristeza, melancolia, religião e morte resultou no apelido de "The Drab Four" (em homenagem ao apelido de "Fab Four" dos Beatles).
Type O Negative já vendeu mais de 20 milhões de cópias pelo mundo.

## História

### Primeiros anos (1980-1991)
Desde o final da década de 1980 e início da década de 1990, a banda nova-iorquina Type O Negative vem escrevendo sua história na cena do metal mundial. Porém, sua origem e formação podem ser resgatadas nos anos anteriores, com a banda chamada Carnivore.
Formada em 1983 por Peter Steele, no Brooklin em Nova Iorque, a banda Carnivore teve apenas cinco anos de carreira e dois trabalhos lançados neste período. O primeiro lançado em 1985 com o mesmo nome da banda e o segundo, intitulado Retaliation, em 1987. Apesar da breve trajetória, o Carnivore foi uma espécie de "preparação" para a formação musical e da própria personalidade do Type O Negative. Por exemplo, nesses dois álbuns, percebe-se uma sonoridade que seria lapidada nos anos posteriores e um visual "pré-apocalíptico", que seria uma das marcas da banda.
Após o fim do Carnivore, Peter Steele não desiste e sai à procura de outros músicos. Josh Silver, amigo pessoal de Peter e que já tinha produzido o primeiro disco do Carnivore, foi o primeiro a ser convidado. No ano de 1990, a banda já com o nome atual e a formação com Peter Steele (líder fundador, vocalista e compositor), Sal Abruscato (baterista), Kenny Hickey (guitarrista) e Josh Silver (tecladista), preparam o álbum de estreia. No ano seguinte, além da qualidade, a proposta musical foi significante para que a banda fosse contratada pela gravadora Roadrunner Records.

### Slow, Deep and HardeThe Origin of the Feces(1991-1992)

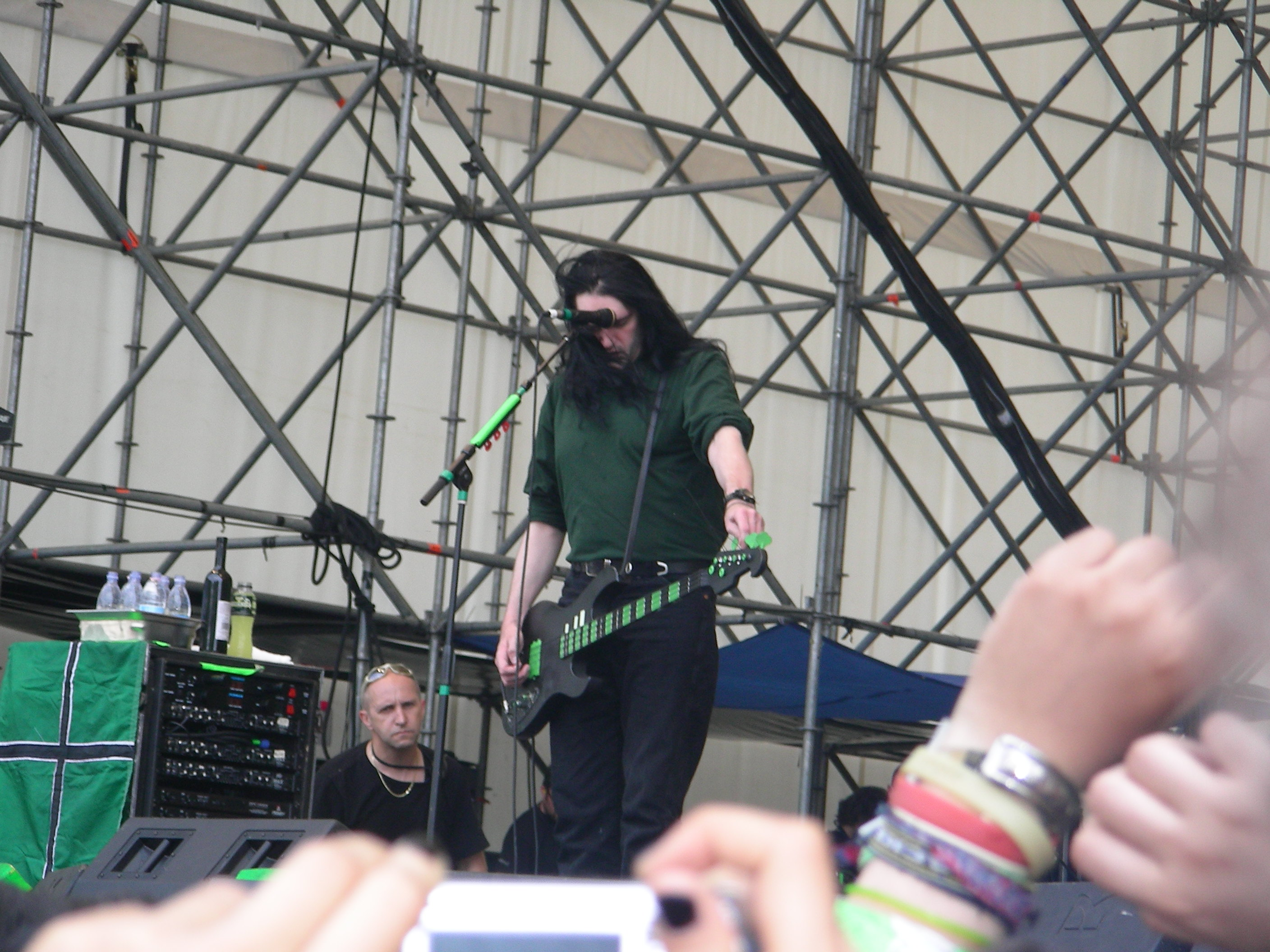
Type O Negative tocando em Gods of Metal, 2007.

Slow, Deep and Hard foi o início. O trabalho traz características da extinta Carnivore, com passagens viscerais, algumas soando até de forma crua; outras bem lentas e próximas do Doom Metal. A faixa de abertura intitulada Unsuccessfully Coping with the Natural Beauty of Infidelity, estende-se por doze minutos e é uma referência das outras seis canções que compõem o álbum.
Outras características de nota são as passagens acústicas e até mesmo o uso de corais no estilo "canção sacra" (feitos pelo próprio Peter). Percebe-se também que uma das curiosidades desse disco é o nome das canções. Por exemplo, a faixa Gravitational Constant: G = 6.67 x 10-8 cm-3 gm-1 sec-2. De qualquer forma, o trabalho foi bem recebido pela crítica e pelo público[carece de fontes?] . Em seguida, parte para uma turnê ao lado de Biohazard e The Exploited.
Mais um elemento pode ser encontrado na trajetória do Type O Negative. Geralmente, uma banda lança um disco ao vivo após alguns anos de carreira, vários álbuns lançados e uma posição consistente em seu segmento. No caso do Type O Negative não foi bem assim. O segundo álbum de sua discografia, The Origin of the Feces lançado em 1992 já é um trabalho ao vivo; ou pelo menos deveria ser.
Os boatos dão conta de que a gravadora Roadrunner havia entregado diretamente a Peter, uma quantia que seria suficiente para a produção de um disco ao vivo. Porém, Peter teria gastado todo o dinheiro promovendo festas e orgias. Assim, vendo-se na obrigação de entregar um disco "live" para a Roadrunner, a banda regravou algumas faixas em estúdio e, durante a mixagem, inseriu aplausos artificiais e até diálogos para que a sonoridade soasse como nos discos ao vivo.[carece de fontes?]
O fato é que The Origin of the Feces não é um álbum ao vivo. Mas, entre as dez faixas que compõem este trabalho, sendo algumas do disco anterior, os destaques ficam com Hey Peter (versão de Hey Joe de Jimi Hendrix) e Paranoid. Esse cd foi relançado em 1994 com uma nova capa, visto que a original mostrava uma foto do ânus do vocalista Peter Steele (fazendo referência ao título do álbum, ou seja a origem das fezes).

### Bloody KisseseOctober Rust(1993-1998)
No ano de 1993 foi lançado o álbum Bloody Kisses, através do qual a sonoridade agressiva e visceral de outrora cedeu espaço às melodias mais sofisticadas próximas ao Doom Metal e ganhou ares sombrios; porém, sem soar comercial. Foi este trabalho que consagrou os primeiros sucessos. O forte apelo visual, foi essencial para que os clipes tivessem uma ótima aceitação do público, chegando a liderar as paradas de clipes da MTV.[carece de fontes?]

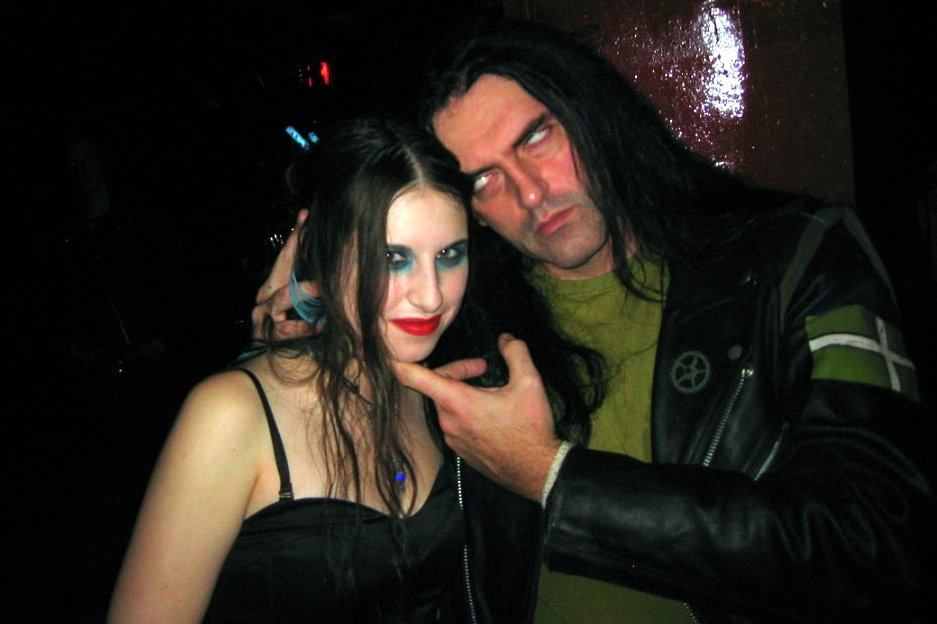
O vocalista Peter Steele ao lado de uma fã.

Além da qualidade musical, Bloody Kisses tornou-se conhecido também pela polêmica gerada em torno de algumas canções. A introdução, Machine Screw, inicia-se com gemidos eróticos femininos. Na seqüência, a segunda faixa, Christian Woman, narra em sua letra, a história de uma adolescente que vê Cristo como um símbolo sexual. O clipe desta canção exibe cenas da adolescente na cama com o suposto Cristo. Além disso, Christian Woman estendia-se por aproximadamente nove minutos. Assim, não apenas a duração teve de ser reduzida como a letra teve de ser adaptada para ser executada nas rádios.
A terceira faixa, Black nº 1, também ganhou uma versão videoclipe. O hardcore ressurge em faixas como Fay wray come out and play e Kill all the white people. Peter Steele despeja desilusões amorosas e problemas pessoais em faixas como Summer Breeze, Bloody Kisses, Too Late: Frozen e Blood & Fire.
Em 1994, este álbum foi relançado numa versão "digipack" com capa e encarte diferentes e sem as faixas mais curtas; porém, trazia a inédita Suspended in Dusk. Neste mesmo ano, o The Origin of the Feces foi relançado com uma nova capa. Durante uma turnê de divulgação do Bloody Kisses, o baterista Sal Abruscato desentendeu-se com os outros membros e abandonou a banda. Johnny Kelly, ex Life of Agony, foi convidado para ocupar a vaga deixada por Sal.
No ano seguinte, o Type O Negative foi convidado a participar do tributo ao Black Sabbath, intitulado Nativity in Black, ao lado de bandas como Megadeth, Bruce Dickinson, Sepultura, Faith No More, White Zombie, entre outros. Neste trabalho, o Type regrava a canção Black Sabbath, com um arranjo mais sombrio, diferente do original; enquanto as outras bandas fizeram releituras semelhantes às gravações originais. Nesta mesma época, Peter Steele posa nu para a revista Playgirl e aumenta a popularidade do Type O Negative.
O álbum October Rust foi lançado em 1996 e é considerado por muitos fãs, como o melhor trabalho da carreira.[carece de fontes?] Ao longo de suas quinze canções, October Rust oscila entre climas românticos, como Love you to Death (com introdução em piano) que ganhou uma versão videoclipe; climas amenos como encontrado em Green Man; ou mais densos como Red Water. Ainda, há uma passagem eletrônica e mais dançante em My Girlfriend's Girlfriend, que também se tornou um videoclipe, mas proibido em alguns países devido ao fato de abordar a homossexualidade feminina. Mas este trabalho não deixa de lado a face sombria da banda como em Wolf Moon, nem a introspecção de Peter em Haunted. Como de costume, mais uma faixa é batizada com um nome imenso: The Glorious Liberation Of The People's Technocratic Republic Of Vinnland By The Combined Forces Of The United Territories Of Europa.
Nos anos seguintes, o Type O Negative participa de importantes festivais como o Ozzfest e das trilhas sonoras dos filmes A Bruxa de Blair, A Noiva de Chucky, Eu Sei O Que Vocês Fizeram no Verão Passado e, posteriormente, Mortal Kombat.

### World Coming DowneThe Least Worst of Type O Negative(1999-2001)
World Coming Down é o quinto álbum. Este trabalho foi concebido durante turnês anteriores. Porém, tragédias pessoais, como a morte do pai de Peter, colaboraram para o clima mais pesado do álbum. Lançado em 1999, este disco é citado como um dos menos prósperos do Type O Negative, com letras mais depressivas e uma sonoridade um pouco mais comercial. Mas, entre suas 13 faixas, ainda destacam-se Every One I Love Is Dead, All Hallow´s Eve e Everything Dies; além de uma regravação dos Beatles: Day Tripper.
Em 2000 foi lançado um pacote promocional contendo uma compilação de versões dos maiores sucessos da carreira e algumas inéditas, além do DVD After Dark e um livreto de oito páginas, intitulado The Least Worst Of. Nesta mesma época, Johnny Kelly e Kenny Hickey passaram a atuar também em projetos paralelos. Em 2001, a banda se reúne para dar início às composições do próximo álbum.

### Life Is Killing MeeDead Again(2002-2009)
Após três anos de expectativa para os fãs, o Type lança o inédito Life Is Killing Me. Este trabalho traz quinze faixas que mantém as principais características da banda. Porém, alguns detalhes foram incorporados neste disco. Por exemplo, a banda fez uso, na faixa Less than Zero, de uma cítara, instrumento "pouco convencional" entre bandas do gênero. Os vocais de Peter continuam graves e profundos, enquanto Josh eleva a sofisticação com os arranjos de teclado. Life Is Killing Me agrada aos fãs mais antigos e exigentes e torna-se mais uma referência na discografia da banda.

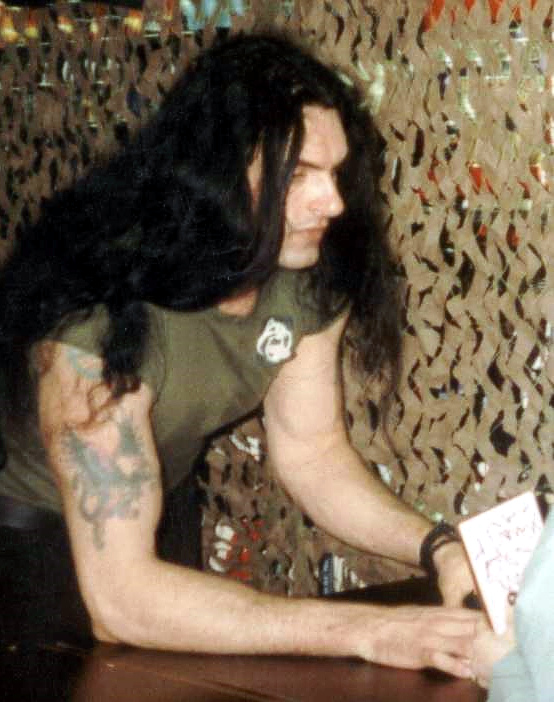
Peter Steele, vocalista do Type O Negative.

Em maio de 2005, no site oficial da banda, foi divulgada uma informação de que Peter Steele estaria morto. Na mesma página, encontrava-se uma foto da lápide do vocalista. Obviamente, a notícia foi desmentida imediatamente. Porém, não se sabe ainda se isto foi uma brincadeira dos próprios membros ou se a webpage foi invadida por hackers.[carece de fontes?] Neste mesmo ano, Peter Steele participa das gravações do filme Tao of M, de James L. Bills, interpretando o vampiro Viktor Baine.
No início de 2006, é lançado pela gravadora alemã SPV, o DVD Symphony for the Devil (The World of Type O Negative). Juntamente com o DVD, é lançado um single contendo três covers do guitarrista Carlos Santana: Evil Ways, Oye Como Va e Black Magic Woman.
Em 2007 é lançado Dead Again, o trabalho mais recente da banda. Traz 10 faixas inéditas, além de trazer na arte gráfica da capa o místico russo Rasputin. O primeiro single do álbum é a faixa The Profit of Doom, que pode ser escutada em rádios de heavy metal. Para o videoclipe, a faixa sofreu cortes, já que a original possui quase 11 minutos de duração.
Apesar de haver uma certa unidade na sonoridade dos discos, enquadrar o Type O Negative em apenas um estilo dentro do Metal é tarefa que poucos fãs e críticos se arriscam. Porém, a influência de Black Sabbath, por exemplo, é nítida; mas nem por isso são classificados apenas como Doom Metal. Além das canções, o visual "vampírico" já os rotulou como "Vampiric Metal" e, em outros casos, como Gothic Metal. Mas Peter Steele declara que o estilo é "Gothadelic".[carece de fontes?] Porém, a maioria dos fans rotulam como doom/gothic metal.

### A morte de Peter Steele e o fim do Type O Negative (2010)
Em 14 de abril de 2010, o vocalista e baixista Peter Steele morreu, relatado inicialmente como vítima de uma parada cardíaca. A causa de sua morte foi posteriormente confirmada como sepse, causada por uma diverticulite. Os membros restantes do Type O Negative decidiram dissolver a banda em vez de substituir Steele, com Johnny Kelly afirmando: 
| “ | "Mesmo que haja alguém que possa tomar o lugar dele, isso não importaria. Não temos nenhum interesse em continuar. É impossível – nem sequer surgiu em nenhum tipo de discussão. Quando Peter morreu, o Type O Negative morreu com ele". | ” |

## Influência e legado
Peter Steele citou o Black Sabbath e os Beatles como principais influências no Type O Negative. Outras influências são Deep Purple, Led Zeppelin, Judas Priest, e AC/DC, e bandas de rock gótico/pós-punk como Joy Division, Cocteau Twins, Christian Death, Bauhaus, The Sisters of Mercy, Killing Joke e Dead Can Dance.
O Type O Negative influenciou fortemente algumas bandas do gótico europeu, particularmente Tristania, Moonspell, The 69 Eyes e Lacuna Coil. Outros grupos que citaram a banda como influência foram Evanescence e HIM.

## Integrantes
| Última formação - Peter Steele – vocal, baixo (1989–2010; falecido em 2010) - Kenny Hickey – guitarra, vocais de apoio (1989–2010) - Josh Silver – teclado, piano, programação, vocais de apoio (1989–2010) - Johnny Kelly – bateria (1993–2010) | Ex-integrantes - Sal Abruscato – bateria (1989–1993) - Scott Warren – teclado (2009, integrante de turnê) |

## Discografia

### Álbuns de estúdio
- 1991 - Slow, Deep and Hard
- 1992 - The Origin of the Feces
- 1993 - Bloody Kisses
- 1996 - October Rust
- 1999 - World Coming Down
- 2003 - Life Is Killing Me
- 2007 - Dead Again

### Compilações
- 2000 - Least Worst Of
- 2006 - The Best of Type O Negative
- 2007 - Black No. 1 Survive

## Videografia
- 1998/2000 - After Dark
- 2006 - Symphony for the Devil